# فیلم حماسی (فیلم)
فیلم حماسی (انگلیسی: Epic Movie) فیلمی در ژانر نقیضه است که در سال ۲۰۰۷ منتشر شد.

## بازیگران
- جیما مایز
- جنیفر کولیج
- آدام کمپل
- فونا ای. چامبرز
- کریسپین گلاور
- دارل هموند
- کل پن
- فرد ویلارد
- آنتونی کاکس
- کوین هارت
- کارمن الکترا
- کوین مک‌دونالد
- کریستا فلاناگان
- دیوید کارادین
- کت ویلیامز
- راسکو لی براون
- لورن کنراد
- اسکات ال. شوارتز
- وینس ویلوف
- ریکو رودریگز
- تاد هیلگنبرینک
- ایرینا ورونینا
- تاران کیلام
- گرگوری جبارا
- ماشا لوند